# Beckeriella schildi
Beckeriella schildi är en tvåvingeart som beskrevs av Cresson 1934. Beckeriella schildi ingår i släktet Beckeriella och familjen vattenflugor. Inga underarter finns listade i Catalogue of Life.